# پامپتون لیکس، نیوجرسی
پامپتون لیکس (به انگلیسی: Pompton Lakes) شهری در ایالت نیوجرسی کشور ایالات متحده آمریکا است که جمعیت آن در سرشماری سال ۲۰۱۰ میلادی، ۱۱٬۰۹۷ نفر بوده‌است.